# Gorgoszewo
Gorgoszewo – wieś w Polsce położona w województwie wielkopolskim, w powiecie szamotulskim, w gminie Kaźmierz.
W latach 1975–1998 miejscowość administracyjnie należała do województwa poznańskiego.